# Conanthalictus minor
Conanthalictus minor är en biart som beskrevs av Timberlake 1961. Conanthalictus minor ingår i släktet Conanthalictus och familjen vägbin. Inga underarter finns listade i Catalogue of Life.